# Điện An
Điện An là một phường thuộc thị xã Điện Bàn, tỉnh Quảng Nam, Việt Nam.

## Địa lý
Phường Điện An nằm ở trung tâm thị xã Điện Bàn, có vị trí địa lý:
- Phía đông giáp hai phường Điện Nam Bắc và Điện Nam Trung
- Phía tây giáp hai xã Điện Hòa và Điện Phước
- Phía nam giáp hai phường Vĩnh Điện, Điện Minh và xã Điện Phong
- Phía bắc giáp phường Điện Thắng Nam.

Phường Điện An có diện tích 10,15 km², dân số năm 2019 là 15.056 người, mật độ dân số đạt 1.483 người/km².

## Hành chính
Phường Điện An được chia thành 7 khối phố: Bằng An Trung, Ngọc Liên, Phong Nhất, Câu Nhi, Bằng An Đông, Ngọc Tam, Phong Nhị.

## Lịch sử
Trước đây, Điện An là một xã thuộc huyện Điện Bàn.
Ngày 11 tháng 3 năm 2015, Ủy ban Thường vụ Quốc hội ban hành Nghị quyết 889/NQ-UBTVQH13. Theo đó, chuyển huyện Điện Bàn thành thị xã Điện Bàn và thành lập phường Điện An trên cơ sở toàn bộ 1.014,85 ha diện tích tự nhiên, 14.464 người của xã Điện An.